# Pierre Durand (équitation)
Pour les articles homonymes, voir Pierre Durand et Durand.
Pierre Durand, né le 16 février 1955 à Saint-Seurin-sur-l'Isle en France, est un cavalier français de saut d'obstacles.
Il a remporté la médaille d'or aux Jeux olympiques de Séoul en 1988. Il est également incarné (par Guillaume Canet) dans le film à succès Jappeloup de Christian Duguay.

## Biographie
En 1965 Pierre Durand noue un lien avec les chevaux et l'équitation avant de devenir champion olympique.
Pierre Durand, après avoir monté Laudanum, croise la route de Jappeloup, appartenant à Henri Delage. Jappeloup est un cheval jugé plutôt petit pour le concours de saut d'obstacles (1,58 m), au physique peu classique pour un cheval destiné à cette discipline et qui ne possède pas d'origine notable. Après l'avoir trouvé « trop petit » en 1979, Pierre Durand l'achète en 1980. 
Doté d'un caractère difficile[réf. nécessaire], Jappeloup s'était distingué en mettant son cavalier à terre et en s'enfuyant vers les écuries après avoir arraché sa bride lors des Jeux olympiques de Los Angeles en 1984. La scène, suivie par des millions de spectateurs, avait valu à Durand d'être le sujet de nombreuses moqueries[réf. nécessaire].
Pierre Durand et Jappeloup remportent par la suite la médaille d'or aux Jeux olympiques de Séoul en 1988. Durand abandonne son métier de syndic liquidateur pour travailler pour une firme américaine comme représentant sportif.
Pierre Durand a été président de la Fédération française d'équitation de 1993 à 1998, et il est membre de l'Académie des sports depuis 1995.
De décembre 2008 à 2014, il est président du conseil d'administration de l'INSEP.
En 2012, Christian Duguay réalise Jappeloup, un film inspiré de l'histoire de Pierre Durand et de son cheval, avec Guillaume Canet dans le rôle principal.
En 2014, Pierre Durand a annoncé être intéressé par la présidence de la Fédération équestre internationale.

### Vie politique
En 2015, il est numéro deux de la liste Les Républicains / UDI de Virginie Calmels pour les  élections régionales en Gironde.

## Palmarès
- 1969 : médaille d'argent aux championnats de France cadets.
- 1972 : médaille d'or aux championnats d'Europe juniors
  - médaille de bronze aux championnats de France juniors
- 1982 : médaille d'or aux championnats de France
- 1983 : médaille d'argent par équipe aux Jeux méditerranéens de Casablanca au Maroc.
- 1985 : 3e de la finale de la coupe du monde.
- 1986 : médaille de bronze par équipe aux championnats du monde
  - médaille d'or au Championnat de France de saut d'obstacles
- 1987 : médaille d'or en individuel et médaille d'argent par équipe aux championnats d'Europe avec Jappeloup de Luze.
- 1988 : médaille d'or en individuel et médaille de bronze par équipe aux Jeux olympiques de Séoul avec Jappeloup de Luze ;
  - 2e de la finale de la coupe du monde.
- 1989 : médaille d'argent par équipe au Championnat d'Europe avec Jappeloup de Luze.
- 1990 : médaille d'or par équipe aux Championnats du monde de saut d'obstacles de Stockholm en Suède avec Jappeloup de Luze ;
  - 2e de la finale de la Coupe du monde.

## Titres et décorations
- Officier de la Légion d'honneur (depuis 2006)
- Chevalier du Mérite agricole
- Médaille d'or de la Jeunesse et des Sports en 1988
- Badge d'Or de la fédération équestre internationale (FEI)
- Gloire du sport en 2023[6].

## Publication
- Livre : Saut d'obstacles, foulée et trajectoires, édition Tag Films Distribution
- Mon ami Jappeloup, co-écrit avec Françoise Dargent
- Jappeloup, avec la collaboration de Michel Fradet, édition Michel Lafon
- DVD: Jappeloup: l'étoffe d'un champion